# 福島市立蓬萊中学校
福島市立蓬萊中学校（ふくしましりつ ほうらいちゅうがっこう）は、福島県福島市蓬萊町5丁目にある市立中学校である。

## 概要
福島市南東部の蓬莱地区を通学区域とし、蓬萊団地東部の住宅地に位置する。2020年5月1日現在、11学級273名の児童が在籍する。

## 沿革
- 1979年
  - 2月10日 - 福島県住宅供給公社が建設したRC造三階建ての校舎(建築面積3,842平米＋402平米）と屋内運動場が竣工し、福島市によって買い取られる。
  - 4月 - 学校創立。
  - 7月27日 - 水泳プール（25m×14m 7コース）が竣工する。
- 1984年
  - 2月24日 - RC造三階建ての校舎(建築面積1,189平米）が竣工する。
- 1987年
  - 2月20日 - RC造三階建ての校舎（建築面積595平米）が竣工する。

## 教育方針
教育目標

## 学校行事
| - 4月 入学式 修学旅行 - 5月 - 6月 | - 7月 - 8月 - 9月 | - 10月 球技大会 - 11月 けやき祭 - 12月 | - 1月 - 2月 - 3月 卒業式 離任式 |

## 部活動
- 運動系部活動
  - 野球部
  - サッカー部
  - バドミントン部
  - 卓球部
  - バスケットボール部
  - 剣道部
  - ソフトテニス部
  - 陸上部
- 文化系部活動
  - 器楽部
  - 美術部
  - 情報処理部

## 通学区域[3]
- 蓬萊地区
  - 蓬萊町（一丁目～八丁目）
  - 田沢
  - 清水町

## 進学前小学校[4]
- 福島市立蓬萊小学校
- 福島市立蓬萊東小学校

## 学区内の主な施設
- 国道4号福島南バイパス
- 蓬萊団地
  - 福島市蓬莱学習センター
  - いちい蓬莱店
- 福島県警察学校
- 杉妻自動車学校

## 交通
- JR福島駅より福島交通路線バス蓬莱団地方面行、蓬莱東停留所下車[5]。

## 著名な出身者
- 加藤由香（CBCテレビアナウンサー）
- 庄司裕暁（テレビディレクター）
- 双大竜亮三（元大相撲力士）
- 時崎悠（元サッカー選手、サッカー指導者）
- なすび（タレント、俳優）
- 萩原美樹子（元プロバスケットボール選手、バスケットボール指導者）
- 渡邉拓馬（バスケットボール選手）